# هيلج هانسن
هيلج هانسن هو سياسي نرويجي، ولد في 1923، وتوفي في 2003. حزبياً، نشط في حزب العمال.